# 65 mm/64 Ansaldo-Terni Mod. 1939
65 mm/64 Mod. 1939 — 65-миллиметровое корабельное автоматическое зенитное артиллерийское орудие, разрабатывавшееся в Италии силами компаний Ansaldo и Terni. Предназначалось для Королевских ВМС Италии. Планировалось установить эти орудия на лёгких крейсерах типов «Капитани Романи» и «Этна», а также на авианосце «Аквила». Сложность устройства не позволило довести орудие до пригодного к применению состояния и в 1943 году работы были прекращены.